# Прибыловский, Леонид Павлович
Леони́д Па́влович Прибыло́вский (род. 13 августа 1938) — советский футболист, защитник. Тренер, футбольный функционер. Мастер спорта СССР (1963). Заслуженный тренер РСФСР (1984).

## Биография
Воспитанник футбольной школы московского «Спартака». Карьеру провёл во второй (1957—1962, 1966—1969) и третьей (1963—1965) по силе лигах первенства СССР в командах «Динамо» Киров (1957—1965 — 224 матча, один гол) и «Сокол» Саратов (1966—1969 — 98 матчей). Участник дополнительного матча 1/16 финала Кубка СССР 1966/67, в котором «Сокол» сенсационно победил московский «Спартак» 1:0.
Работал старшим/главным тренером в командах «Динамо» Вологда (1977), «Интеррос» Краснознаменск (1991—1992), «Россия» Москва (1994), ТРАСКО (1995).
Начальник команд «Факел» Воронеж (1978—1985), «Арсенал» Тула (1996), «Уралан-ПЛЮС» Москва (2000—2002), «Видное» (2004), «Пресня» Москва (2006).
Автор книги «Тренеры большого футбола» (1980).